# Radical Automation
Radical Automation – rozszerzenie zakresu automatyzacji i robotyzacji istotnych biznesowo procesów produkcyjnych i wspomagających, między innymi w obszarze logistyki wewnętrznej. Filozofia radical automation wywodzi się z rosnącego zapotrzebowania wykwalifikowanej siły roboczej w wybranych obszarach oraz z konieczności elastycznego dostosowania linii produkcyjnych do wymogów konsumenta. Jej głównym celem jest ograniczenie przestojów, oraz organizacja bezpiecznego środowiska pracy przy wykorzystaniu mobilnych robotów AGV i cobotów.
Radical Automation nie wyklucza udziału siły roboczej, a raczej polega na współpracy człowieka i robota oraz optymalizacji procesów obejmujących powtarzalne sekwencje.
Pierwsze wdrożenia Radical Automation na wielką skalę zaobserwowano w USA po roku 1899 w obszarze rolnictwa, co doprowadziło do uprzemysłowienia gospodarstw rolnych. Pod koniec lat 60. XX w. koncepcja Radical Automation znalazła zastosowanie w przemyśle i umożliwiła rozwój coraz bardziej wydajnych maszyn w tym komputerowego sterowania urządzeń i robotyki przemysłowej.
Przykładem wdrożenia filozofii Radical Automation w obszarze automatyzacji procesów logistyki wewnętrznej jest nowa generacja pojazdów autonomicznych AGV, które w zakresie nawigacji są dostosowywane do potrzeb zakładu, a analiza kognitywna daje możliwości podejmowania przez systemy samodzielnych decyzji w czasie rzeczywistym i dostosowywania procesów produkcyjnych do zaistniałej sytuacji, bez udziału operatora.